# Typhlatya taina
Typhlatya taina is een garnalensoort uit de familie van de Atyidae. De wetenschappelijke naam van de soort is voor het eerst geldig gepubliceerd in 1987 door Estrada & Gómez.